# Nõmavere
Nõmavere – wieś w Estonii, w prowincji Jõgeva, w gminie Põltsamaa.